# Gerty Coriová
Gerty Theresa Coriová, nepřechýleně Gerty Theresa Cori, rodným příjmením Radnitz (15. srpna 1896 Praha-Nové Město – 26. října 1957 St. Louis, Missouri, Spojené státy americké) byla česko-americká lékařka a biochemička, nositelka Nobelovy ceny za fyziologii nebo lékařství za rok 1947, první oceněná žena v této kategorii.

## Mládí a studia

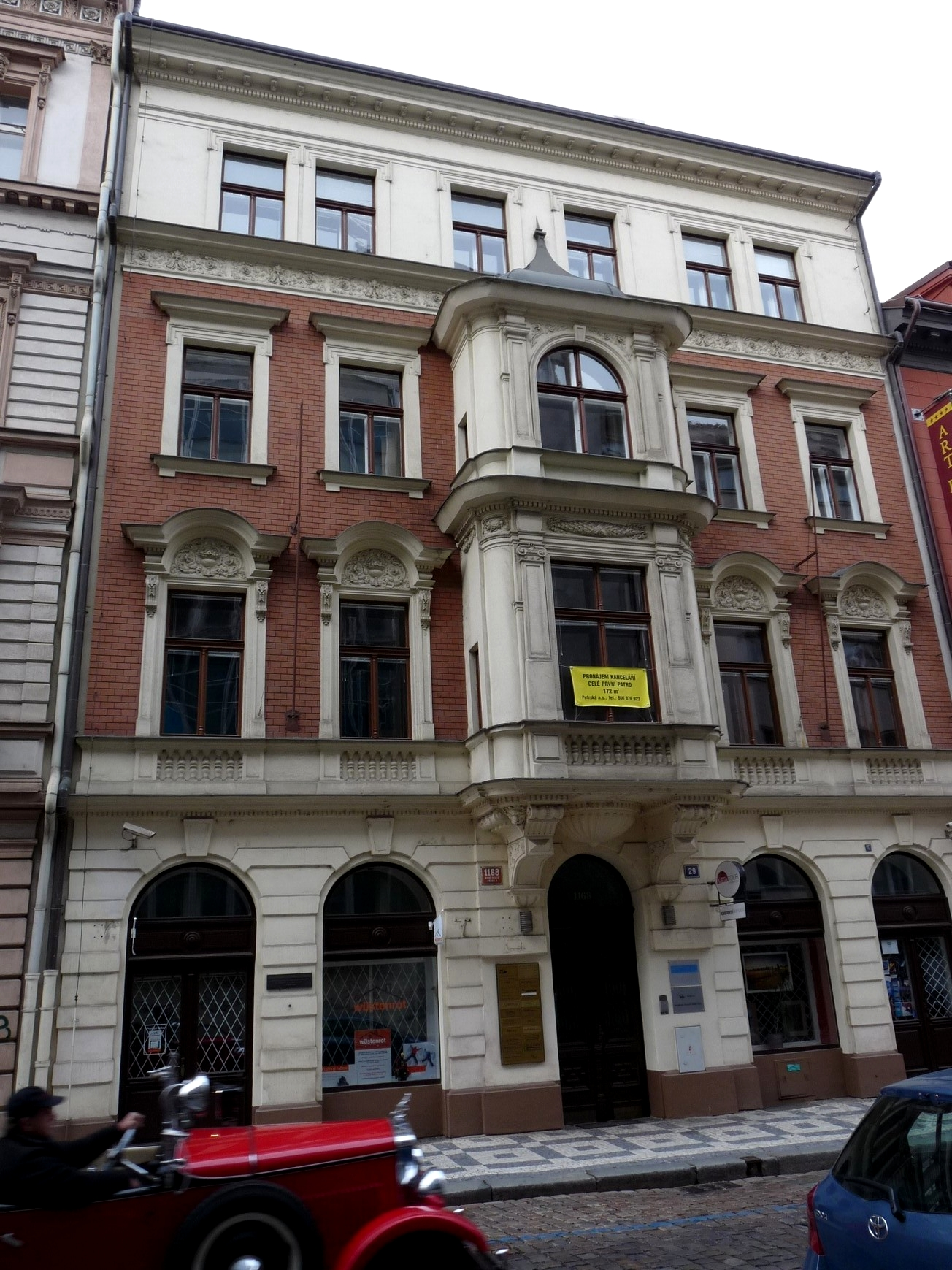
Rodný dům G. Coriové, Petrská ulice č. 29 v Praze

Gerty Therese Radnitz se narodila jako nejstarší ze tří dcer v pražské židovské rodině chemika, prokuristy a později ředitele cukrovaru Otty Radnitze (*1864) a jeho ženy Marthy rozené Neustadtl (1868–1942 Terezín) v Petrské ulici čp. 1168/II, č. o. 29, ale rodina se brzy přestěhovala do Palackého ulice čp. 740/II. Do svých 10 let měla domácí učitelku, v letech 1906–1912 navštěvovala německojazyčné pražské dívčí lyceum a po dalším cíleném samostudiu složila v roce 1914 maturitní zkoušku na reálném gymnáziu v Děčíně. V témže roce byla přijata ke studiu medicíny na Německé Karlo-Ferdinandově univerzitě v Praze, které úspěšně absolvovala 31. ledna 1920.
Na univerzitě se seznámila se studentem Carlem Ferdinandem Corim, který ve stejném roce také promoval v oboru lékařství. Již během studia spolupracovali na výzkumech a dílčí výsledky publikovali. Oba ještě v témže roce odjeli z Československa do Vídně, kde (proti vůli svých rodičů) v srpnu 1920 uzavřeli manželství. Gerty kvůli svému nastávajícímu musela přestoupit ke katolictví.

## Praxe avědecká práce
Od roku 1921 pracovala jako lékařka na pediatrii v Karolínině dětské nemocnici ve Vídni pod vedením profesora Wilhelma Knöpfelmachera. Ve svém výzkumu se mimo jiné zaměřila na štítnou žlázu, přičemž některé její klinické výzkumné práce byly zveřejněny. Manžel Carl pracoval jako farmakolog na univerzitách ve Vídni a Štýrském Hradci. V roce 1922, jak pro nedobré existenční a pracovní podmínky ve Vídni, tak pro své velmi malé šance na získání místa na vysokých školách v Evropě, zejména s ohledem na Gertin židovský původ, se rozhodli oba pro odchod do Ameriky.

### V USA

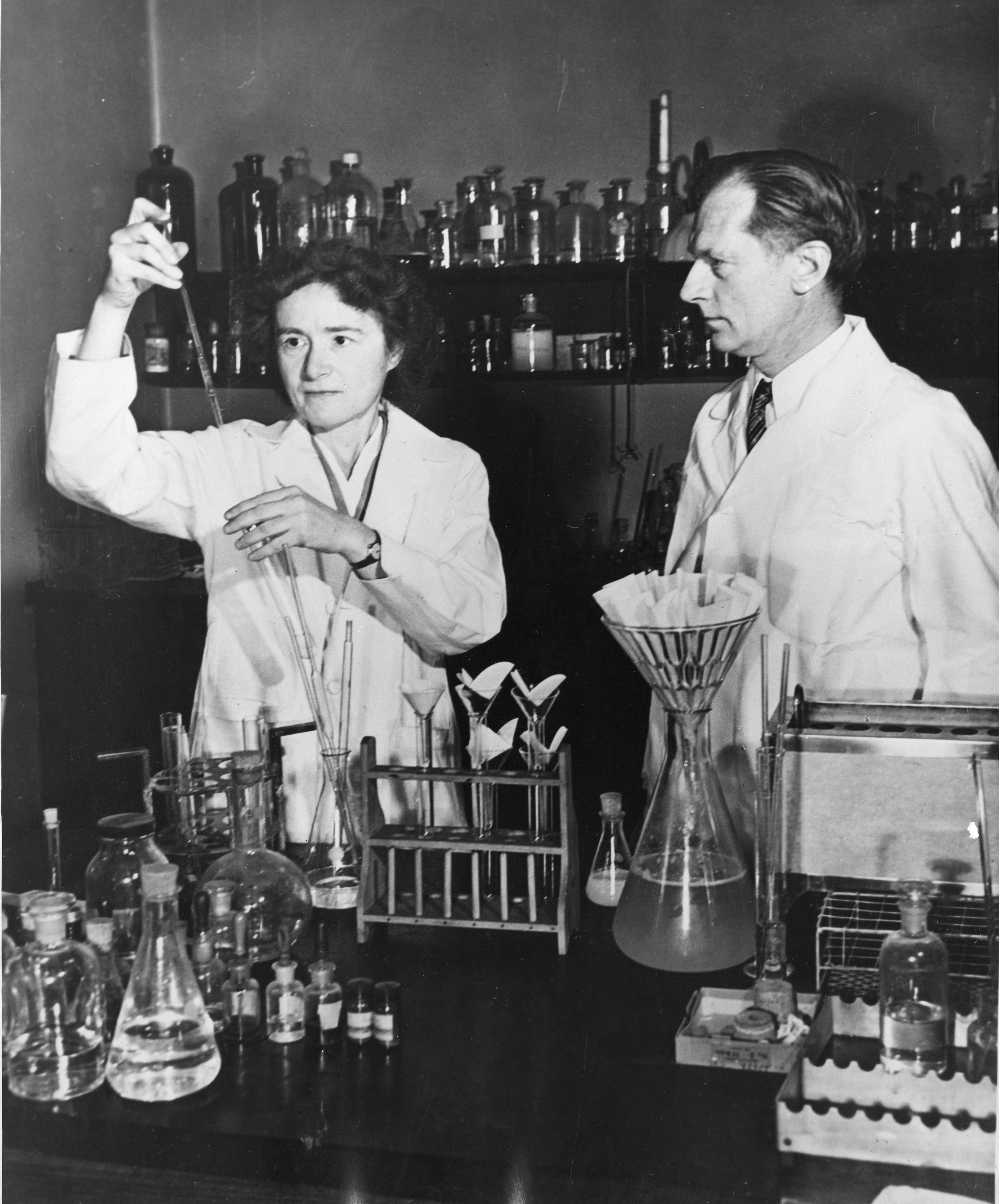
Manželé Carl a Gerty Coriovi v laboratoři (USA)

Gerty Cori pracovala (stejně jako manžel Carl) v letech 1922–1925 jako výzkumná pracovnice ve Státním ústavu pro výzkum zhoubných nemocí ve městě Buffalo v oddělení patologie, v letech 1925–1931 pak v oddělení biochemie. V Buffalu vydala svoji první publikaci (1923), v níž pokračovala ve svém předešlém zájmu o působení hormonů štítné žlázy. Následovala (1923 a 1924) její série čtyř dokumentů o vlivu rentgenového záření na kůži a na metabolismus tělesných orgánů.
V roce 1928 získali oba manželé státní občanství USA. V letech 1938 a 1939 posunuli důraz své práce k enzymologii. Svědčí o tom také 10 publikovaných prací, z toho 7 Gertiných (dvě Carla Coriho a jedna S. Colowicka). Svoji poslední práci, recenzi na nemoci glykogenu, publikovala v roce 1957.
Z Buffala odešli Coriovi v roce 1931 do St. Louis, kde Gerty působila na Washington University School of Medicine, nejprve jako profesorka farmakologie a od roku 1947 jako profesorka biochemie. Jako vědkyně byla ve své práci vždy vynikající experimentátorka a analytička.
Manželé Coriovi objevili v roce 1936 průběh katalytické konverze glykogenu, který byl pojmenován po nich jako cyklus Coriových (někdy nesprávně označovaný jako Coriho cyklus). V odborném lékařském názvosloví se všeobecně používá pojem Cori ester – glukoso-1-fosfát; pojmem „Cori disease“ se označují jednotlivé poruchy v metabolismu glykogenu.
Gerty Cori také v roce 1950 objevila podstatu chorob ze střádání glykogenu.
Zemřela předčasně na nádorové onemocnění kostní dřeně.

## Ocenění

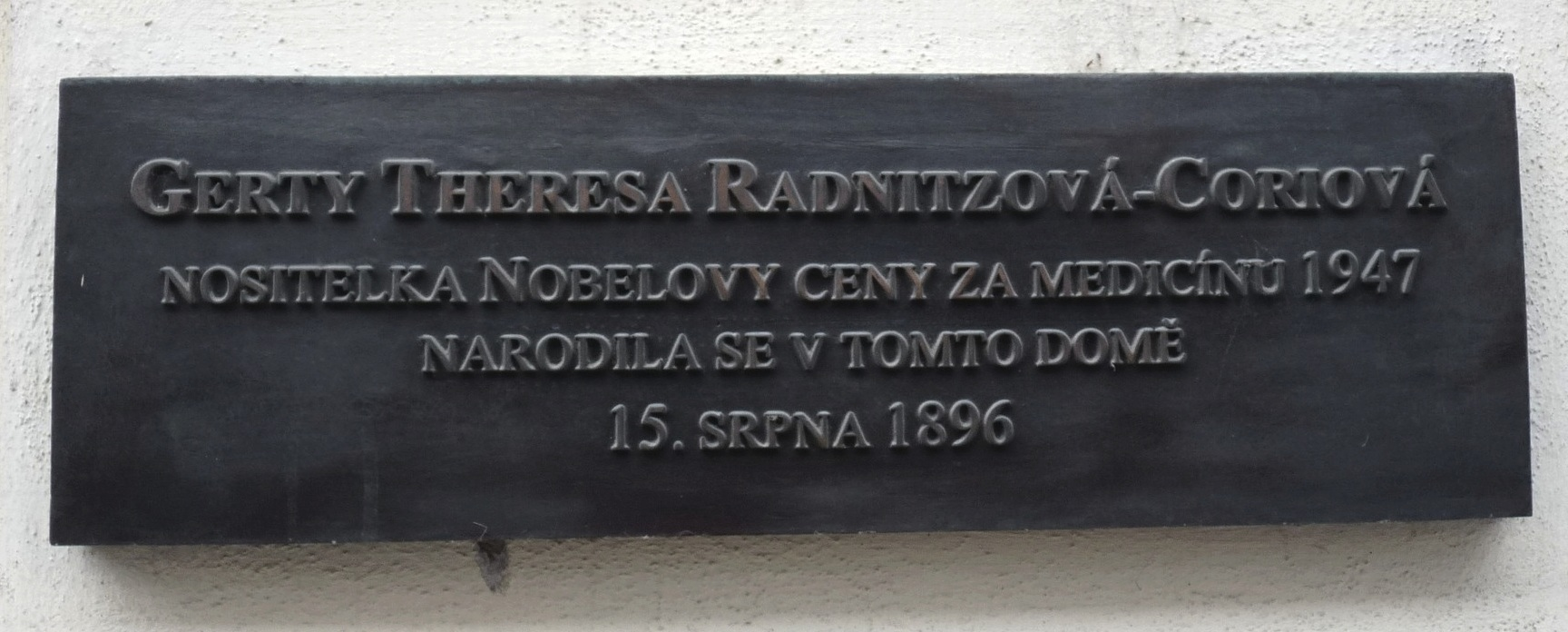
Pamětní deska Gerty Coriové, odhalena v roce 2000

- Za objev funkce hormonů předního laloku hypofýzy při metabolismu cukrů obdržela v roce 1947 Nobelovu cenu za fyziologii a lékařství. Spolu s ní cenu obdrželi Carl Ferdinand Cori a fyziolog Bernardo Houssay.
- Gerta Cori je v historii třetí žena, která obdržela Nobelovu cenu za exaktní vědy (po Marii Sklodowské-Curie a Ireně Curie), a vůbec první žena, která ji dostala za medicínu.
- V USA – na Chodníku slávy města St. Louis vědce Carla a Gertu Coriovi, rodáky z Prahy, připomíná společná hvězda.[8]
- V České republice – V Praze byla 26. října 2000 v Petrské ulici (nedaleko bývalého nádraží Těšnov) na rodném domě odhalena pamětní deska Gertě Cori – vědkyni, která dotáhla svůj výzkum až k metám nejvyšším – k Nobelově ceně. Na odhalení desky přijel z USA jejich syn Carl.[9] Za organizátory akce – projektu „Praha, Evropské město kultury 2000“ – zde byl ředitel Michal Prokop. Stejný den byla odhalena deska na rodném domě v Salmovské ulici (poblíž Karlova náměstí) vědci Carlu Cori.
- Na budově Gymnázia Děčín je umístěna pamětní deska: „Zde roku 1914 složila maturitní zkoušku Gerta Theresa Coriová, nositelka Nobelovy ceny za medicínu.“
- Ve vestibulu budovy Všeobecné fakultní nemocnice, U Nemocnice 5, Praha 2, je umístěna pamětní deska s textem: „Zde studovali nositelé Nobelovy ceny, manželé Carl Ferdinand Cori (1896–1984) a Gerta Teresa Cori roz. Radnitz (1896–1957).“